# 四硒代磷酸钾
四硒代磷酸钾是一种无机化合物，化学式为K3PSe4。

## 制备
四硒代磷酸钾由磷、硒和二硒化钾（K2Se2）在惰性气氛中加热反应得到。其中过量的K2Se2由二甲基甲酰胺溶解除去。
2 P + 2 Se + 3 K2Se2 —500℃→ 2 K3PSe4